# Chapelle Notre-Dame-de-la-Porte-de-Fer d'Angers
La chapelle Notre-Dame-de-la-Porte-de-Fer était une chapelle de la ville d'Angers.

## Histoire

### Fondation
Cette chapelle a été fondée en 1031 près de l'enceinte gallo-romaine, extra-muros, du côté nord de celle-ci.

### Disparition
La date de disparition de l'édifice est inconnue.

### Évolution du statut durant la période d'activité
Aucune évolution qualitative de la chapelle n'est connue. Il s'agit d'un des édifices les plus mal connus d'Angers. Seule sa localisation approximative est connue.